# Allgemeiner Vollzugsdienst
Allgemeiner Vollzugsdienst (kurz AVD) bezeichnet die Justizvollzugsbeamten der mittleren Beamtenlaufbahn (Mittlerer Dienst) in den Justizvollzugsanstalten. Der Artikel beschreibt die Situation in Nordrhein-Westfalen, in anderen Bundesländern kann es Abweichungen geben.

## Besoldungsgruppen
Folgend die Besoldungsgruppen in Strafvollzug und Werksdienst. Nordrhein-Westfalen beschloss Ende 2014 die Einführung von Dienstrangabzeichen, die ab Frühling 2015 zur Auslieferung kamen. Die Abzeichen werden auf den Schulterklappen der Dienstbekleidung getragen, in Form von auf Aufschiebeschlaufen. Den jeweiligen Dienstrang markieren silberfarbene Querstreifen aus gestickter Litze. Bedienstete des Werkdienstes führen am unteren, schulternahen Ende der Aufschiebeschlaufe eine zusätzliche, mittelblaue Litze. Die Tragung von Rangabzeichen geschieht vorwiegend an der Bürodienstkleidung, auf besagte Abzeichen kann aber auch ganz verzichtet werden.
| Amtsbezeichnungen und Amtskennzeichen des AVD in Nordrhein-Westfalen | Amtsbezeichnungen und Amtskennzeichen des AVD in Nordrhein-Westfalen                              | Amtsbezeichnungen und Amtskennzeichen des AVD in Nordrhein-Westfalen | Amtsbezeichnungen und Amtskennzeichen des AVD in Nordrhein-Westfalen |
| Besoldungsgruppe                                                     | Allgemeiner Vollzugsdienst                                                                        | Werksdienst                                                          | Amtskennzeichen                                                      |
| -------------------------------------------------------------------- | ------------------------------------------------------------------------------------------------- | -------------------------------------------------------------------- | -------------------------------------------------------------------- |
| -                                                                    | Justizvollzugsbeschäftigte(r)                                                                     | -                                                                    | ein schmaler Streifen                                                |
| -                                                                    | Justizvollzugsobersekretäranwärter/in                                                             | -                                                                    | zwei schmale Streifen                                                |
| A7                                                                   | Obersekretär/in im Justizvollzug                                                                  | Oberwerkmeister                                                      | ein breiter Streifen                                                 |
| A8                                                                   | Hauptsekretär/in im Justizvollzug                                                                 | Hauptwerkmeister                                                     | zwei breite Streifen                                                 |
| A9                                                                   | Amtsinspektor/in im Justizvollzug                                                                 | Betriebsinspektor                                                    | drei breite Streifen                                                 |
| A9Z                                                                  | Amtsinspektor/in mit Amtszulage                                                                   | Betriebsinspektor mit Amtszulage                                     | drei breite und ein schmaler Streifen                                |
| A10                                                                  | Oberinspektor/in (in herausgehobenen Dienststellungen wie z. B. stellvertretender Leiter des AVD) | Technischer Oberinspektor                                            | vier breite Streifen                                                 |
| A11                                                                  | Amtmann/-frau (in herausgehobenen Dienststellungen wie z. B. der Leiter des AVD)                  | Technische(r) Amtmann/-frau                                          | fünf breite Streifen                                                 |

## Ausbildung

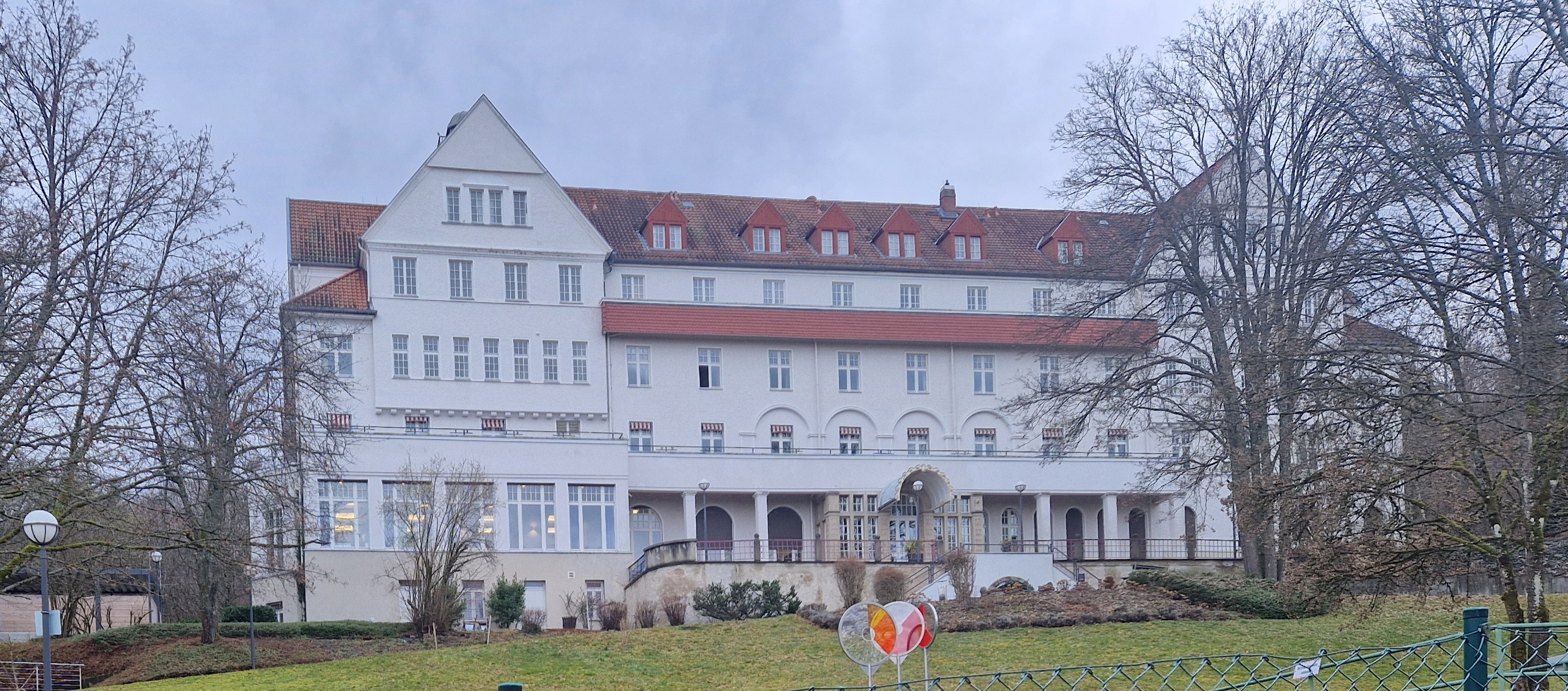
Joseph-Baum-Haus, Sitz des H.-B.-Wagnitz-Seminars in Hessen

Die Ausbildung zum Justizbeamten dauert 24 Monate. Sie umfasst 14 Monate praktische Ausbildung in verschiedenen Justizvollzugsanstalten (Untersuchungshaft, Jugendhaft und Strafhaft) und zehn Monate theoretische Ausbildung an einer Justizvollzugsschule. In Nordrhein-Westfalen übernimmt dies die Justizvollzugsschule Nordrhein-Westfalen, in Hessen die Justizakademie „H.-B.-Wagnitz-Seminar“ im Joseph-Baum-Haus in Wiesbaden.

## Aufgaben
„Im Vollzug der Freiheitsstrafe soll der Gefangene fähig werden, künftig in sozialer Verantwortung ein Leben ohne Straftaten zu führen (Vollzugsziel). Der Vollzug der Freiheitsstrafe dient auch dem Schutz der Allgemeinheit vor weiteren Straftaten.“

Aus dem § 2 StVollzG lassen sich die Aufgaben des Allgemeinen Vollzugsdienstes ableiten:
- Betreuung der Gefangenen
- Versorgung der Gefangenen
- Beaufsichtigung der Gefangenen